# Wapen van Schinveld

Wapen van Schinveld

Het wapen van Schinveld werd op 9 mei 1889 verleend door de Hoge Raad van Adel aan de Limburgse gemeente Schinveld. Per 1982 ging Schinveld op in gemeente Onderbanken. Het gemeentewapen kwam daardoor te vervallen. Het slangenkopkruis is terug te vinden op het wapen van Onderbanken.

## Blazoenering
De blazoenering van het wapen luidde als volgt:
Gedeeld, rechts in keel een dubbel slangenkopkruis van zilver met een hartschild van zilver, beladen met drie koeken van keel, geplaatst twee en een; links in azuur de H. Eligius met een nimbus van goud, mijter en bisschoppelijk gewaad van zilver, het aangezicht en handen van natuurlijke kleur, houdend in de rechterhand een hamer van sabel, in de linker een staf van sabel met kromming van zilver; het geheel omgeven door het randschrift "Gemeentebestuur van Schinveld".
De heraldische kleuren zijn keel (rood), zilver (wit), azuur (blauw), goud (goud of geel) en natuurlijke kleuren.

## Geschiedenis
Het slangenkopkruis komt uit het wapen van de familie Huyn van Amstenrade. Zij waren de eigenaren van de heerlijkheid Brunssum, waartoe Schinveld behoorde. Hun wapen komt in meerdere (voormalige) gemeentewapens voor. De heilige Eligius is de plaatselijke patroonheilige.

## Verwante wapens

Het wapen van Onderbanken, eveneens met het familiewapen van Huyn van Amstenrade
Het wapen van Amstenrade, idem
Het wapen van Bingelrade, idem
Het wapen van Brunssum, idem
Het wapen van Geleen, idem
Het wapen van Jabeek, idem
Het wapen van Merkelbeek, idem
Het wapen van Oirsbeek, idem
Het wapen van Schinnen, idem
Het wapen van Spaubeek, idem

Ambt Montfort
· Amby
· Amstenrade
· Arcen en Velden
· Baexem
· Beegden
· Beek
· Belfeld
· Bemelen
· Berg en Terblijt
· Bingelrade
· Bocholtz
· Borgharen
· Born
· Broekhuizen
· Broeksittard 
· Buggenum
· Bunde
· Cadier en Keer
· Echt 
· Eijsden
· Elsloo
· Eygelshoven
· Geleen
· Gennep
· Geulle
· Grathem
· Grevenbicht
· Gronsveld
· Grubbenvorst
· Gulpen 
· Haelen
· Heel
· Heel en Panheel
· Heer
· Helden
· Herten
· Heythuysen
· Hoensbroek
· Horn
· Horst
· Houthem
· Hulsberg
· Hunsel
· Itteren
· Jabeek
· Kessel
· Klimmen
· Limbricht
· Linne
· Maasbracht
· Maasbree
· Maasniel
· Margraten
· Meerlo
· Meerlo-Wanssum
· Meerssen
· Meijel
· Melick en Herkenbosch
· Merkelbeek
· Mheer
· Montfort
· Munstergeleen
· Neer
· Neeritter
· Nieuwenhagen
· Nieuwstadt
· Noorbeek
· Nuth
· Onderbanken
· Obbicht en Papenhoven
· Ohé en Laak
· Oirsbeek
· Ottersum
· Oud-Valkenburg
· Oud-Vroenhoven
· Posterholt
· Roggel
· Roggel en Neer
· Roosteren
· Schaesberg
· Schimmert
· Schinnen
· Schinveld
· Sevenum
· Simpelveld
· Sint Geertruid
· Sint Odiliënberg
· Sint Pieter
· Sittard
· Slenaken
· Spaubeek
· Stramproy
· Stevensweert
· Susteren
· Swalmen
· Tegelen
· Thorn
· Ubach over Worms
· Ulestraten
· Urmond
· Valkenburg
· Vlodrop
· Wanssum
· Wessem
· Wijlre
· Wijnandsrade
· Wittem